# Maria de Padilla
Maria de Padilla (15 de setembro de 1334 - Sevilha, julho de 1361), foi esposa morganática do rei Pedro I de Castela. Teve o título reconhecido após sua morte a pedido do próprio. Ela era filha de Juan Garcia de Padilla e Maria González de Henestrosa, dois servidores da corte real.

## O Encontro com Dom Pedro I de Castela
Maria de Padilla tornou-se amante de Dom Pedro I e passou a influenciá-lo nas mais importantes decisões. Foi graças a Maria de Padilla que Dom Pedro I escolheu governar como um autocrata apoiado no povo, casando-se com Branca de Bourbon como forma de fortalecer os laços políticos entre Castela e França.
Maria de Padilla foi apresentada a Dom Pedro I por intermédio de João Afonso de Albuquerque, mordomo-mor do rei e artífice do casamento de Dom Pedro I com Branca de Bourbon. 

## O Casamento de Dom Pedro I e Branca de Bourbon
Mesmo contra a vontade da própria Branca de Bourbon, no dia 25 de fevereiro de 1353, ela chega em Valladolid, com seu séquito chefiado pelo Visconde de Narbona, para assumir seu lugar como esposa de Dom Pedro I, mas o rei encontrava-se em Torrijos com Maria de Padilla prestes a dar à luz. Em 3 de junho, do mesmo ano, houve a cerimônia da boda de Pedro I de Castela com Branca de Bourbon, apadrinhada por João Afonso de Albuquerque e pela tia do rei, Leonor de Aragão. Três dias mais tarde, após romper a aliança com a França, o rei Dom Pedro I abandona sua esposa e se dirige a Puebla de Montalbán, onde Maria de Padilla se encontrava.

## O Casamento Secreto de Maria de Padilla
Após uma breve reconciliação com seu amado, Maria de Padilla parte, juntamente com Dom Pedro I, para Olmedo, onde se casaram secretamente. 

Brasão de Maria de Padilla

## Filhos
Maria de Padilla e Dom Pedro I de Castela tiveram quatro filhos:
- Beatriz, infanta de Castela (Córdoba, 23 de março de 1354-1369, Tordesillas), freira na Abadia de Santa Clara;
- Constança, infanta de Castela (Castrojeriz, Castela, julho de 1354-24 de março de 1394 no castelo de Leicester) casada em 21 de setembro de 1371, em Roquefort-sur-Mer, na Aquitânia, com João de Gante (Flandres 1340-1399), Duque de Lencastre, filho de Eduardo III de Inglaterra e Filipa de Hainaut, viúvo desde 1369 de Branca de Lencastre. Foi pretendente de 1372 a 1387 ao trono castelhano, chegando a se intitular “Rei de Castela”. Teve uma filha, Catarina de Lancaster (morta em 1418) que em 1388 casou com Henrique III de Castela (morto em 1406), filho de João I de Castela.
- Isabel, infanta de Castela (nascida em Morales no verão de 1355 e morta em 23 de novembro de 1392) casou-se em Hertford em 1 de março de 1372 com Edmundo de Langley (1341-1 de agosto de 1402), Conde de Cambridge, em 1385 Duque de York, irmão do precedente pois era o 4.º filho de Eduardo III de Inglaterra e Filipa de Hainaut. Tiveram três filhos: Ricardo (1375-1415), Conde de Cambridge; Constança e Eduardo Plantageneta (1373-1415); em 1390 Conde de Rutland.
- Afonso, príncipe herdeiro de Castela (Tordesillas, 1359-19 de outubro de 1362).

## O Assassinato de Branca de Bourbon
O partido político adverso a Dom Pedro I descobre que ele havia se casado, secretamente, com Maria de Padilla e exerce pressão política contra o seu reinado. Don Beltran de la Sierra, núncio do papa, intimou o rei a retomar Branca como sua esposa. O rei, entretanto, preferiu mantê-la afastada, mandando-a de Sigüenza para Jerez de la Frontera e, mais tarde, para Medina Sidonia até que em 1361 Branca de Bourbon é envenenada e morta, aos vinte e cinco anos, pelo besteiro Juan Perez de Rebolledo.

## Morte
Alguns meses após a morte de Branca de Bourbon, em Medina Sidonia, Maria de Padilla morre durante a pandemia da peste bubônica de 1361 e seus restos mortais são sepultados em Astudillo, onde ela havia fundado um convento.
Dom Pedro I nunca se conformou com a morte prematura de sua amada, tanto que um ano depois, em Cortes celebradas em Sevilha, declarou diante dos nobres que sua primera e única esposa havia sido Maria de Padilla. Com o Arcebispo de Toledo considerando justas e honrosas as razões que levaram Dom Pedro I a abandonar Branca de Bourbon, tendo em vista os conflitos com os Franceses, o rei deparou-se com umas Cortes dispostas a ratificar a sua afirmação e assumir Maria de Padilla como a legítima rainha.
Com a confirmação de que Maria de Padilla foi a única esposa do rei, seus restos mortais foram transferidos para a Capela dos Reis na Catedral de Sevilha.